# Ostwind
Flakpanzer IV Ostwind là tên một loại tăng phòng không của Đức Quốc xã trong thế chiến II.Sự thành công của Ostwind trên chiến trường đã dẫn đến việc thiết kế mẫu tăng phòng không thứ hai đó chính là Wirbelwind.
Phiên bản này cũng giống như các bản khác là đều sử dụng khung tăng Panzer-IV, trang bị pháo 3.7 cm FlaK 43.Loại pháo này có ưu điểm là bắn khá chính xác và hoả lực cao nhưng nhược điểm lớn nhất của nó chính là bắn rất chậm.Trong thời gian thế chiến II, Ostwind từng là nỗi đáng sợ của các máy bay tiêm kích và boong-ke nhỏ của quân Đồng Minh cho đến khi Wirbelwind ra đời.
Vì tốc độ pháo chính khá chậm nên để phòng vệ trước bộ binh, Ostwind được trang bị súng máy MG-34.
Trong suốt thời gian thế chiến II, có khoảng 45 chiếc được sản xuất.